# Uroš Račić
Uroš Račić (Servisch: Урош Рачић) (Kraljevo, 17 maart 1998) is een Servische voetballer die doorgaans als middenvelder speelt. De Servische international staat sinds juli 2018 onder contract bij Valencia CF. Gedurende het voetbalseizoen 2022-2023 wordt hij echter uitgeleend aan SC Braga. 

## Carrière
Račić en zijn tweelingbroer Bogdan speelden als kind bij verschillende lokale clubs voor ze overstapte naar de jeugdopleiding van OFK Beograd. Die verruilden ze in 2016 voor die van Rode Ster Belgrado. In maart 2016 tekende hij hier zijn eerste profcontract, voor een termijn van drie seizoenen. Zijn profdebuut volgde op 14 mei 2016. Tijdens de met 1–4 gewonnen Superliga wedstrijd uit bij Radnik Surdulica, viel hij in minuut 79 in voor Aleksandar Katai. In het daaropvolgende seizoen speelde Račić tien wedstrijden voor zijn ploeg, om nog een seizoen later uit te groeien tot vaste basisspeler. Zijn eerste doelpunt scoorde hij op 13 augustus 2017 tegen OFK Bačka. Ook in de Europa League van deze jaargang was Račić lang actief. Hij speelde mee in 10 wedstrijden. In de Servische competitie was Rode Ster datzelfde seizoen ongenaakbaar en pakte het voor de 29e maal in de clubgeschiedenis de titel. Het was voor Račić na de titel van 2015/16 de tweede prijs in zijn nog jonge carrière. 
In juni 2018 legde Valencia CF circa 2,2 miljoen euro op tafel om Račić in te lijven. Hij tekende een contract voor vier jaar bij de subtopper uit de Primera División. Na zijn transfer zou hij eerst een tijdje uitkomen voor Valencia CF Mestalla, het tweede elftal van de ploeg. Zijn eerste wedstrijd voor de hoofdmacht volgde in december. In de met 1-0 gewonnen Copa del Rey wedstrijd tegen CD Ebro. In de tweede helft van het 2018/19 seizoen leende Valencia hem uit aan CD Tenerife, een club uit de Segunda División. Nadat hij in de zomer van 2019 terugkeerde bij Valencia werd beslist hem ook in 2019/2020 uit te lenen. Dit keer werd het Portugese FC Famalicão de bestemming. Na deze twee relatief vruchtbare uitleenbeurten met relatief veel wedstrijden hoopte de jonge Serviër nu op een definitieve doorbraak bij Valencia CF. In de volgende twee voetbalseizoenen speelde Račić vaak in de basis van zijn club. Echter in voor het seizoen 2022/23 werd hij voor de derde maal uitgeleend. Hij paste niet in de plannen van de pas aangestelde coach Gennaro Gattuso. Dit maal trok hij, met een aankoopoptie, naar SC Braga.
In zijn jeugdjaren kwam Uroš Račić uit voor verschillende Serviche jeugdelftallen. Op 24 maart 2021 mocht de toen 23-jarige van bondscoach Dragan Stojkovic debuteren bij de Servische hoofdmacht. Dit deed hij thuis tegen Ierland in de kwalificatieronde voor het WK van 2022. 

## Clubstatistieken
| Seizoen     | Club               | Competitie       | Competitie | Competitie | Beker | Beker | Internationaal | Internationaal | Totaal | Totaal |
| Seizoen     | Club               | Competitie       | Wed.       | Dlp.       | Wed.  | Dlp.  | Wed.           | Dlp.           | Wed.   | Dlp.   |
| ----------- | ------------------ | ---------------- | ---------- | ---------- | ----- | ----- | -------------- | -------------- | ------ | ------ |
| 2015/16     | Rode Ster Belgrado | Superliga        | 1          | 0          | 0     | 0     | 0              | 0              | 1      | 0      |
| 2016/17     | Rode Ster Belgrado | Superliga        | 8          | 0          | 2     | 0     | 0              | 0              | 10     | 0      |
| 2017/18     | Rode Ster Belgrado | Superliga        | 22         | 3          | 2     | 0     | 10             | 0              | 34     | 3      |
| Club totaal | Club totaal        | Club totaal      | 31         | 3          | 4     | 0     | 10             | 0              | 45     | 3      |
| 2018/19     | Valencia CF        | Primera División | 0          | 0          | 1     | 0     | 0              | 0              | 1      | 0      |
| 2018/19     | → CD Tenerife      | Segunda División | 16         | 1          | 0     | 0     | –              | –              | 15     | 1      |
| 2019/20     | → FC Famalicão     | Primeira Liga    | 33         | 3          | 6     | 0     | –              | –              | 39     | 3      |
| 2020/21     | Valencia CF        | Primera División | 31         | 1          | 4     | 1     | –              | –              | 35     | 1      |
| 2021/22     | Valencia CF        | Primera División | 28         | 0          | 6     | 0     | –              | –              | 34     | 0      |
| Club totaal | Club totaal        | Club totaal      | 59         | 1          | 11    | 1     | 0              | 0              | 70     | 2      |

Bijgewerkt t/m 6 september 2022

## Erelijst
| Competitie         | Aantal             | Jaren              |                    |                    |
| Rode Ster Belgrado | Rode Ster Belgrado | Rode Ster Belgrado | Rode Ster Belgrado | Rode Ster Belgrado |
| ------------------ | ------------------ | ------------------ | ------------------ | ------------------ |
| Kampioen Superliga | 2x                 | 2015/16, 2017/18   |                    |                    |
| Valencia CF        |                    |                    |                    |                    |
| Spaanse beker      | 1x                 | 2018/19            |                    |                    |

2 Gómez ·
3 Bambu ·
4 Niakaté ·
6 Carvalho ·
7 Bruma ·
8 Moutinho ·
9 El Ouazzani ·
10 A. Horta ·
11 Fernandes ·
12 Sá ·
13 Ferreira ·
15 Oliveira ·
16 Zalazar ·
19 Marín ·
20 Gharbi ·
21 R. Horta  ·
22 Helguera ·
25 Ribeiro ·
26 Arrey-Mbi ·
27 Guitane ·
29 Gorby ·
33 Marques ·
77 Martínez ·
90 Fernández ·
91 Horníček ·
Coach: Carvalhal
· Keeperstrainer: Carvalho
1 Dmitrović ·
2 Pavlović ·
3 Eraković ·
4 Milenković ·
5 Veljković ·
6 Maksimović ·
7 Radonjić ·
8 Gudelj ·
9 Mitrović ·
10 Tadić  ·
11 Jović ·
12 Rajković ·
13 Mitrović ·
14 Živković ·
15 Babić ·
16 Lukić ·
17 Kostić ·
18 Vlahović ·
19 Račić ·
20 S. Milinković-Savić ·
21 Đuričić ·
22 Lazović ·
23 V. Milinković-Savić ·
24 Ilić ·
25 Mladenović ·
26 Grujić ·
Coach: Stojković